# Galaga

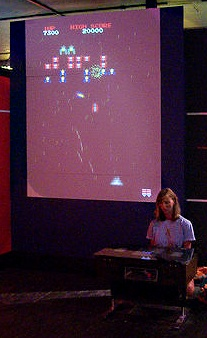
Galaga auf einer Projektionsfläche

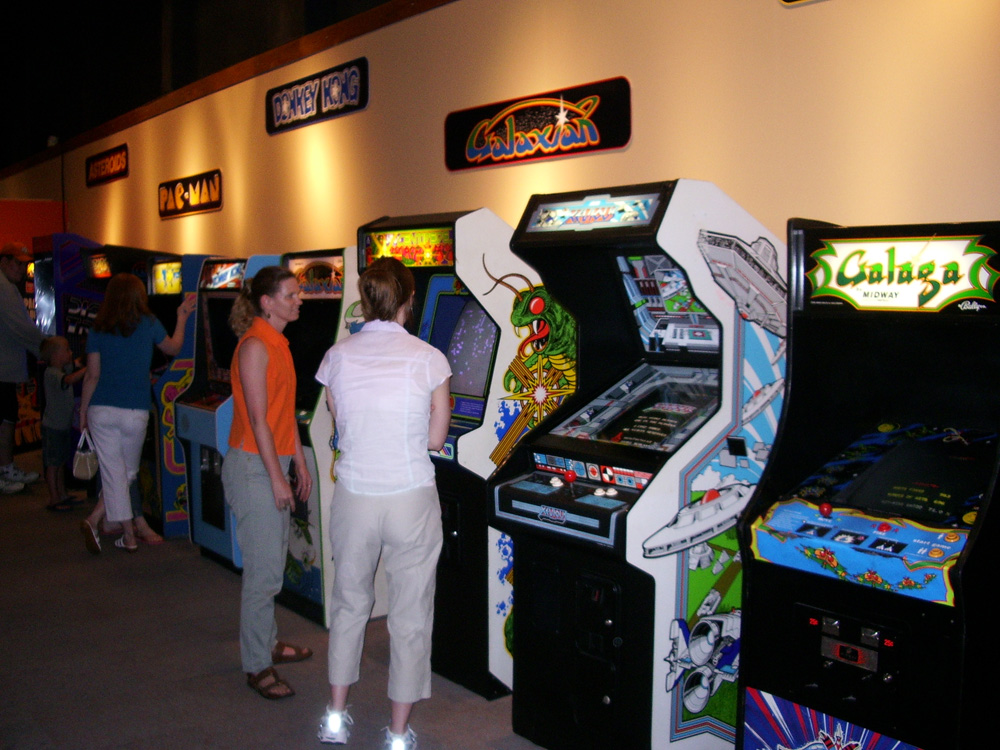
Midway-Galaga-Automat (rechts)

Galaga ist ein Arcade-Spiel des Unternehmens Namco. Seit dem Debüt im Jahr 1981 war es eines der beliebtesten Arcade-Spiele und ist unter Sammlern immer noch begehrt.

## Übersicht
Galaga ist der Nachfolger von Galaxian und spielt sich ähnlich. Der Spieler kontrolliert ein Raumschiff am unteren Rand des Spielfeldes und kann sich von links nach rechts bewegen. Im oberen Teil des Feldes kommen immer wieder Schwärme von insektenartigen Gegnern an, die sich dort in verschiedenen Formationen bewegen. Manchmal gehen diese in den Sturzflug und versuchen, den Spieler mit einer Kamikaze-Aktion zu treffen. Aufgabe des Spielers ist es, alle Gegner mit dem Raumschiff abzuschießen. Die Gegner der obersten Reihe führen oft spezielle Formationsflüge mitsamt Eskorte durch. Sind alle Widersacher eines Levels besiegt, beginnt der nächste.
Das Spiel unterscheidet sich von seinem Vorgänger in verschiedenen Punkten:
- Am Beginn jedes Levels kommen die Gegner in fünf Gruppen zu je acht Einheiten am Spielfeld an und fliegen dabei von oben oder den Seiten zur Formation. Bereits beim Einfliegen der Gegner können diese vom Spieler beschossen werden. Gegner werfen nur während des Fluges Bomben ab, in der Formation gibt es solche Angriffe nicht.

- Der Endgegner Galaga, die grünen Gegner in der obersten Reihe der Formation müssen zweimal getroffen werden, um sie zu zerstören. Sie können während des Fluges stoppen und versuchen, das Schiff des Spielers mit einem Traktorstrahl zu fangen. Ist das Schiff gefangen, trägt der Gegner es mit in die Formation hinein, und der Spieler verliert ein „Leben“. Hat der Spieler noch Schiffe übrig, kann er das Schiff zurückgewinnen, indem er den Gegner während des Fluges zerstört. Passiert das, wird das gefangene Raumschiff freigesetzt und verbindet sich an der Seite des aktuellen Schiffs. Die zwei Schiffe bilden ein Paar, das auf einen Dual-Schuss zurückgreifen kann. Durch die größere Breite ist diese Kombination ein leichteres Ziel für die Gegner. Wird eines der Schiffe zerstört, wird das andere jedoch nicht beeinträchtigt und der Spieler kann das Spiel normal fortsetzen. Das gefangene Schiff kann jedoch auch vom Spieler zerstört werden, wenn er es im Flug statt des Gegners abschießt. Trifft der Spieler sein gefangenes Schiff wenn es sich nicht im Flug befindet, wird dieses zum Gegner und beschießt den Spieler.

- Galaga war eines der ersten Spiele mit einer Bonus-Runde, die „Challenging Stage“ genannt wurde. Sie besteht nur aus Gruppen von Gegnern, die in das Spielfeld einfliegen, einen Formationsflug vollführen und es dann wieder verlassen. Der Spieler läuft keine Gefahr, abgeschossen zu werden, erhält aber für das Abschießen der Gegner Punkte. Wenn der Spieler es schafft, alle 40 Gegner zu vernichten, wird er mit einem Bonus von 10.000 Punkten belohnt. Die doppelte Feuerkraft einer Schiffskombination ist hier von immensem Vorteil.

Galaga kann entweder alleine oder von zwei Spielern abwechselnd gespielt werden. Zu Beginn erhält jeder Spieler drei „Leben“ und erhält jeweils eines extra beim Erreichen von 20.000 und 70.000 Punkten, sowie alle 70.000 Punkte danach.
Die drei Gegnertypen bescheren dem Spieler bei einem erfolgreichen Abschuss jeweils verschiedene Punktzahlen. Blaue Gegner bringen 50 Punkte in der Formation und 100 während einer Attacke. Rote Gegner bringen es auf 80 in Formation und 160 während einer Attacke, Endgegner 150 in Formation. Die Punktzahl bei einem Angriff eines Endgegners hängt davon ab, ob er von einer roten Eskorte begleitet wird: 400 Punkte wenn er alleine angreift, 800 mit einer und 1600 mit zwei Eskorten.

## Programmfehler
Es existieren mindestens zwei bekannte Bugs in Galaga:
- Einer der Bugs verhindert, dass die Gegner weiterhin Bomben abwerfen. Um ihn auszulösen, müssen alle Gegner mit Ausnahme der zwei Bienen in der linken unteren Ecke ausgeschaltet und deren Schüssen für ca. 15 Minuten ausgewichen werden, bis sie keine Bomben mehr abwerfen. Ab diesem Zeitpunkt bis zum Ende sind alle Gegner des Spiels entwaffnet, wegen Kamikaze-Aktionen aber immer noch gefährlich.

- Man kann das Spiel im Attract Mode kontrollieren. Während der Demonstration, wenn der Boss Galaga seinen Traktorstrahl aktiviert, reagiert das Spiel auf Eingaben über den Joystick. Der Spieler kann so den Endgegner beschießen und das Spiel für eine kurze Zeitdauer weiterführen. Manchmal bewegt sich dabei das Schiff seltsam oder der Spieler wird unverwundbar, ab und zu stürzt das Spiel jedoch auch ab und startet sich danach von selbst neu.

## Chronologie
Galaga war so erfolgreich, dass etliche Nachfolger entwickelt wurden:
- Gaplus (1984)
- Galaga ’88 (1987)
- Galaxian 3 (1990)
- Attack Of The Zolgear (1994)

Wegen seiner Bedeutung und des erreichten Erfolges ist Galaga immer noch unter Sammlern beliebt. Es ist als eines der „Top 100 Videogames“ der Webseite Killer List of Videogames (KLOV) eingestuft. Die Leser von KLOV werten es als Nummer 2 der besten Arcade-Spiele aller Zeiten, gleich hinter Pac-Man.

## Umsetzungen
Die originale Arcade-Version von Galaga wurde für mehrere Plattformen umgesetzt. Vorrangig zu nennen sind:
- Nintendo Entertainment System
- MSX
- Game Boy
- Atari 7800

2001 veröffentlichte Namco einen Spielhallen-Automaten mit dem Titel „20 Year Reunion / Class of 1981“, der die originalen Fassungen von Ms. Pac-Man und Galaga enthielt. Die oben beschriebenen Fehler in Galaga sind auch in dieser Version immer noch enthalten.
Seit 1995 existiert eine Portierung für unixoide Systeme mit dem Namen XGalaga, die später auch für das Android-Betriebssystem portiert wurde.
Seit dem 26. Juli 2006 ist Galaga auch für die Spielkonsole Xbox 360 als Xbox-Live-Arcade-Download verfügbar. Im März 2007 veröffentlichte Nintendo nun auch die NES-Version für die Virtual Console der Wii.
Seit dem 8. April 2009 ist Galaga auch für das iPhone und den iPod touch erhältlich. Neben der Originalversion beinhaltet diese über den iTunes Store vertriebene Variante auch eine grafisch überarbeitete „Remix“-Variante.

## Quelltext
Der Atari-7800-Quelltext von Galaga wurde bei der Schließung der Atari Corporation 1996 in physischer Form zusammen mit Dig Dug, Centipede, Robotron: 2084 und acht Spielen verfügbar, vom Atari-Museum rekonstruiert und später veröffentlicht.

## Kultur
Im Spielfilm WarGames – Kriegsspiele von 1983 spielt Matthew Broderick einen jungen Hacker. Brodericks Figur wird zweimal beim Spielen von Galaga gezeigt. Das Filmstudio ließ je einen Automaten von Galaga und Galaxian zu Broderick nach Hause liefern, wo er zwei Monate lang für diese Szenen trainieren konnte.
In dem Film Marvel’s The Avengers spielt einer der S.H.I.E.L.D-Agenten das Spiel, worauf auch Tony Stark hinweist.
In der 2015 erschienenen Science-Fiction-Filmkomödie Pixels greifen Außerirdische die Erde an, indem sie die Attacken des Spiels Galaga nachahmen.
In der Doctor-Who-Episode „Terror of the Vervoids“ sieht man zwei Aliens, die eine holografische Version von Galaga im Erholungsraum ihres Raumschiffs spielen.